# جنبش زبان بنگالی
جنبش زبان بنگالی (بنگالی: ভাষা আন্দোলন تلفظ: Bhasha Andolôn/بهاشا آندولُن) جنبشی سیاسی در سرزمین پیشین  بود (که سپس در ۱۹۵۶ به پاکستان شرقی و در ۱۹۷۱ به بنگلادش تغییر نام داد)،  این جنبش در قلمرو پاکستان، خواستار به رسمیت شناخته شدن زبان بنگالی به عنوان یک زبان رسمی بود. همچنین این جنبش به دنبال اجازه برای استفاده از زبان بنگالی در امور حکومتی، آموزشی، رسانه‌ای و ضرب ارز و چاپ تمبر با این زبان بود .و برای رسمیت یافتن خط بنگالی هم تلاش می‌کرد.
در پی تقسیم هندوستان در سال ۱۹۴۷ میلادی، قلمرو پاکستان شامل دو ناحیهٔ ناهمگن از لحاظ نژادی و زبانی   شد که حتی از نظر جغرافیایی از یکدیگر جدا بودند. در بنگال شرقی بیشتر قریب به اتفاق جمعیت، مردم بنگال بودند. در سال ۱۹۴۸، حکومت مرکزی پاکستان اعلام کرد که زبان اردو تنها زبان رسمی این کشور خواهد بود و این اتفاق جرقه‌های اعتراضاتی گسترده‌ای را در میان شمار بیشتر بنگلادشی ناحیهٔ بنگال شرقی رقم زد.
دولت در مواجهه با افزایش تنش‌های فرقه‌ای و نارضایتی گسترده از قانون جدید، جلسات و تجمعات عمومی را غیرقانونی شمرد، سپس دانشجویان دانشگاه داکا و سایر فعالان سیاسی مخالف با این قانون، در روز ۲۱ فوریه ۱۹۵۲  جنبش اعتراضی ترتیب دادند. این جنبش زمانی به اوج خود رسید که پلیس در روز مذکور چندتن از دانشجویان تظاهرکننده را به قتل رساند. این رخداد ناآرامی‌های گستردهٔ مدنی را برانگیخت. پس از سال‌ها درگیری، دولت مرکزی در سال ۱۹۵۶ حاضر به تغییر رویه شد و به زبان بنگالی رسمیت بخشید.
جنبش زبان، مدعی هویت ملی بنگالی،در بنگال شرقی و سپس پاکستان شرقی شد و مقدم بر جنبش‌های ناسیونالیستی بنگالی، از جمله جنبش ۶-پوینت و متعاقباً جنگ آزادسازی بنگلادش و قانون اجرای زبان بنگالی، ۱۹۸۷ در بنگلادش است. همچنین روز ۲۱ فوریه در این کشور به عنوان روز جنبش زبان، یک تعطیلی ملی لحاظ شده‌است. بنای یادبود شهید منار در جوار دانشکدهٔ پزشکی داکا برای یادآوری این جنبش و قربانیان آن ساخته شده‌است. در سال ۱۹۹۹ نیز یونسکو ۲۱ فوریه را، برای ادای احترام نسبت به جنبش‌های زبان و حقوق قومی و زبانی مردم سراسر جهان، به عنوان روز جهانی زبان مادری اعلام کرد.

## پیش زمینه‌ها
در زمان استعمار بریتانیایی‌ها، دو کشور امروزی پاکستان و بنگلادش جزئی از هندوستان بودند. از اواسط قرن نوزدهم میلادی، زبان اردو توسط سیاستمداران و علمای مذهبی همچون خواجه سلیم الله، سر سید احمد خان، نواب وقارالملک و مولوی عبدالحق، به عنوان زبان میانجی در میان مسلمانان هند تبلیغ می‌شد. اردو یک زبان هندو آریایی از شاخهٔ زبان‌های هندو ایرانی است و با خانوادهٔ زبانی هندو-اروپایی مرتبط است. این زبان به واسطهٔ فارسی، عربی و ترکی گسترش یافت و تحت تأثیر اپبرمشهها (واپسین وهلهٔ تطور زبانی هندوآریایی‌ها در پالی-پراکریت)، در جنوب آسیا رشد کرد؛ این تحولات همگام با عهد حکمرانی پادشاهی دهلی و امپراطوری مغولی گورکانی رخ داد. در حالی که زبان هندی و خط دیواناگری به عنوان نمودهای فرهنگ هندو شناخته می‌شدند، این زبان با خط عربی-فارسی توانست برای مسلمانان هندوستان به یک مولفهٔ فرهنگی تبدیل شود.
در حالی که زبان اردو در میان مسلمانان شمال هند در حال گسترش بود، مسلمانان بنگال (استانی شرقی در مستعمرهٔ هند بریتانیا) غالباً از زبان بنگالی استفاده می‌کردند. بنگالی یک زبان هندو-آریایی شرقی در دستهٔ زبان‌های هندی میانه است که از حدود سال‌های ۱۰۰۰ میلادی به وجود آمد و در دورهٔ رنسانس بنگال گسترش یافت. در اواخر قرن نوزدهم، فعالان اجتماعی همچون رقیه سخوت حسین، فمینیست مسلمان، تلاش کردند تا به این زبان بنویسند و با گسترش آن در میان مردم، ادبیاتی مدرن پدیدآورند. حمایت از بنگالی در برابر اردو، حتی پیش از چندپارگی هند آغاز شد؛ چنان‌که نمایندگان بنگال در اجلاس سال ۱۹۳۷ مسلم لیگ، در شهر لکهنو، زبان اردو را به عنوان زبان میانجی مسلمانان هند نپذیرفتند. مسلم لیگ حزبی سیاسی در هند بریتانیا بود که تلاش داشت نواحی مسلمان‌نشین هندوستان را تحت لوای پاکستان مستقل سازد.

## مراحل آغازین جنبش

مناطق استعماری بریتانیا در شبه قاره هند در سال ۱۹۴۷ و ۱۹۴۸ مستقل شده و چهار قلمرو مشترک‌المنافع را تشکیل دادند: قلمرو هند، اتحاد برمه (میانمار امروزی)، سیلان (سریلانکای امروزی) و قلمرو پاکستان (شامل بنگال شرقی، از ۱۹۵۶ پاکستان شرقی، ۱۹۷۱-تاکنون بنگلادش).

پس از چندپارگی هندوستان در سال ۱۹۴۷، ۴۴ میلیون نفر از جمعیت، ۶۹ میلیونی کشور پاکستان، مردم بنگالی‌زبانِ بنگال شرقی بودند که در نواحی برون‌بوم شرق قلمرو کشور جای داشتند. لیکن در زمان حکومت قلمرو پاکستان، دولت، خدمات شهری و ارتش، همگی تحت سلطهٔ افرادی از اهالی مناطق غربی پاکستان بود. در نوامبر ۱۹۴۷ یک قطعنامهٔ کلیدی در نشست ملی آموزش در کراچی از اردو و انگلیسی به عنوان تنها زبان‌های رسمی کشور حمایت کرد. بلافاصله مخالفت‌ها و اعتراضات آغاز شد. در داکا، دانشجویان به رهبری ابوالکاشم، دبیر سازمان فرهنگی اسلامی بنگالی مجلس تمدن، دست به تجمع زدند. این تجمع تصریح داشت که زبان بنگالی از زبان‌های رسمی قلمرو پاکستان است و بایستی در امر آموزش در بنگال شرقی مورد استفاده قرار گیرد. با این حال، کمیسیون خدمات عمومی پاکستان زبان بنگالی را از موضوعات مصوب خارج نمود و نوشته‌های بنگالی را از روی پول و تمبر را حذف کرد. فضل الرحمان، وزیر آموزش مرکزی اقدامات گسترده‌ایانجام داد تا اردو را به عنوان تنها زبان ملی قلمرو پاکستان شناخته شود. خشم عمومی گسترش یافت و بسیاری از دانشجویان بنگالی در پردیس دانشگاه داکا گرد آمدند و در ۸ دسامبر ۱۹۴۷ رسماً خواستار آن شدند که بنگالی، زبان رسمی شود. آنها برای احقاق این خواسته، تجمعات و اعتراضاتی را نیز ترتیب دادند.
محققان برجستهٔ بنگالی استدلال می‌کردند «چرا اردو نباید تنها زبان دولتی باشد؟» نویسنده ابوالمنصور احمد گفت اگر اردو به زبان دولت تبدیل شود، تحصیل کردگان جامعه بنگال شرقی (که با زبان آموزشی بنگالی رشد کردند)، از منظر دولت «بی‌سواد» و «غیرمجاز» می‌شوند.  اواخر دسامبر ۱۹۴۷، نخستین کمیته عملی زبان ملی جهت حمایت از بنگالی به عنوان یک زبان رسمی تشکیل شد. این کمیته را نورالحق بهوئیان از مجلس تمدن تشکیل داد. سپس، شمس الحق، نمایندهٔ پارلمان، کمیته‌ای تأسیس کرد تا برای رسمیت بنگالی به حکومت فشار بیاورد. یکی از اعضای مجمع، به نام دیراندرانات داتا، پیشنهاد داد که اعضا بتوانند از زبان بنگالی در مجلس مؤسسان پاکستان استفاده کنند و استفاده از آن برای مقاصد سیاسی مجاز شمرده شود. پیشنهاد داتا مورد استقبال قانونگذاران پرم هاری بورمن، بهوپندرا کومار داتا و سریس چاندرا چاتوپادهایایا از بنگال و به تبعِ آن، مردم بنگال شرقی قرار گرفت. اما نخست‌وزیر وقت، لیاقت علی خان و مسلم لیگ این پیشنهاد را تلاشی برای تفرقه‌افکنی دانستند و طرح با شکست مواجه شد.

### آشوب ۱۹۴۸

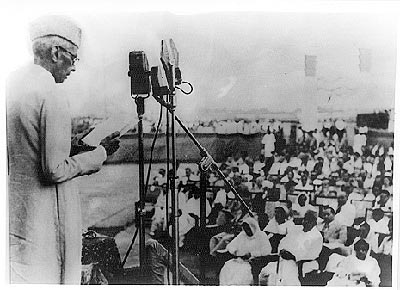
محمدعلی جناح در ۲۱ مارس ۱۹۴۸ در یک سخنرانی عمومی گفت «زبان رسمی پاکستان اردو خواهد بود، نه هیچ زبان دیگری»

دانشجویان دانشگاه داکا و دیگر مراکز دانشگاهی شهر، در روز ۱۱ مارس ۱۹۴۸ در اعتراض به عدم استفاده از بنگالی در مکالمات رسمی، تمبرها، سکه‌ها و امتحان سربازگیری نیروی دریایی اعتصاب کردند. جنبش مجدداً تصریح داشت که خواستار رسمیت یافتن شفافانهٔ زبان بنگالی در قلمرو پاکستان است. رهبران سیاسی مانند عبدالحق، شوکت علی، سراج الاسلام، قاضی غلام محبوب، الی احد، عبدالواحد و غیره از اجتماع ممانعت کردند. رهبر این تجمع محمد طاها بود، که حین تجمع قصد داشت تفنگ یکی از نیروهای پلیس را بگیرد و با واکنش فرد مذکور، راهی بیمارستان شد. رهبران دانشجویان مانند عبدالمتین و عبدالمالک اوکیل در این حرکت دسته‌جمعی نقش داشتند.
بعد از ظهر روز ۱۱ مارس، برای اعتراض به خشونت پلیس و دستگیری عده‌ای از دانشجویان جلسه‌ای برگزار شد. گروهی از دانشجویان یک راهپیمایی دیگر به سوی منزل وزیر خواجه ناظم‌الدین ترتیب دادند، که مقابل دیوان عالی داکا متوقف شد. پس از آن جمعیت مسیر خود را به سوی ساختمان دبیرخانه تغییر داد. پلیس به تجمع حمله برد و عده‌ای از دانشجویان و رهبرانشان ازجمله ابوالقاسم فضل الحق مصدوم شدند. راهپیمایی تا چهار روز ادامه یافت تا این‌که وزیر ناظم‌الدین حاضر شد موافقتنامه‌ای با رهبران مخالفان امضا کند. اما در این موافقتنامه، خبری از رسمیت یافتن زبان بنگالی در میان نبود.
در پی وخیم شدن نارضایتی‌ها، فرماندار کل پاکستان، محمدعلی جناح، در روز ۱۹ مارس ۱۹۴۸ وارد داکا شد و در ۲۱ مارس در برابر حضاری که در یک ورزشگاه اسب‌دوانی جمع شده بودند، ادعا کرد که موضوع زبان طراحی «ستون پنجم» است تا موجب تفرقه میان مسلمانان پاکستانی گردد. جناح تأکید کرد «اردو و فقط اردو» نشان و جوهرهٔ ملل مسلمان است و می‌تواند زبان ملی کشور باشد. او به مخالفان دیدگاه خود برچسب «دشمنان پاکستان» زد. جناح سپس در ۲۴ مارس، سخنرانی مشابهی در محوطهٔ پردیس دانشگاه داکا ایراد کرد. در هر دو سخنرانی صحبت‌های جناح گاه توسط صداهای مخالف قطع می‌شد. او سپس کمیتهٔ عملی زبان ملی را فراخواند و توافقنامهٔ امضا شده توسط خواجه ناظم‌الدین را منقضی اعلام کرد. جناح پیش از ترک داکا، در ۲۸ مارس، در مصاحبه‌ای رادیویی سیاست «فقط اردو» را تکرار کرد.
کمی سپس، کمیتهٔ زبان بنگال شرقی به ریاست مولانا اکرم خان تشکیل شد تا از مشکلات موجود گزارشی تهیه نماید. این کمیته گزارش خود را در تاریخ ۹ دسامبر ۱۹۵۰ تکمیل نمود. حکومت پیشنهاد داد که از این پس، بنگالی را با الفبای عربی بنویسند تا اختلافات زبانی حل شود.

## وقایع سال ۱۹۵۲

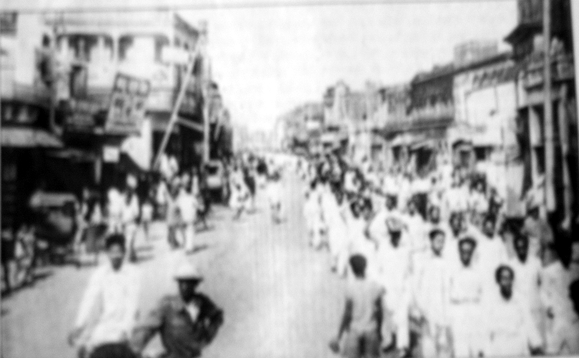
راهپیمایی معترضان در ۴ فوریهٔ ۱۹۵۲، خیابان نواب‌پور داکا

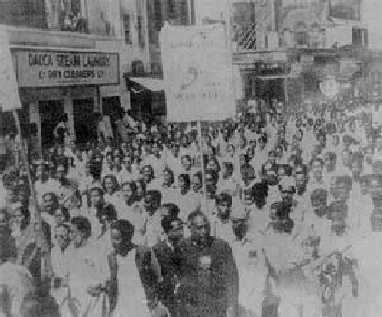
راهپیمایی معترضان در ۲۱ فوریهٔ ۱۹۵۲، داکا

با جانشینی خواجه ناظم‌الدین به جای جناح در پست فرمانداری کل، بحث‌ها بر سر بنگالی-اردو ادامه یافت و ناظم‌الدین در سخنرانی ۲۷ ژانویهٔ ۱۹۵۲، از سیاست «فقط اردو» حمایت کرد. در ۳۱ ژانویه کمیته عملی زبان مرکزی همه احزاب، به ریاست مولانا بهشانی در کتابخانهٔ محوطهٔ دانشگاه داکا برگزار شد. پیشنهاد دولت مرکزی برای نوشتن زبان بنگالی با خط عربی در این جلسه با مخالفت شدید روبرو شد. کمیتهٔ عملی خواهان برپایی اعتراضات عمومی در ۲۱ فوریه شد، که شامل راهپیمایی و اعتصاب بود. در تلاش برای جلوگیری از تظاهرات، حکومت در داکا وضعیت بخش ۱۴۴ اعلام کرد تا هرگونه تجمع و اعتراضات ممنوع شود.

### ۲۱ فوریه
در ساعت ۹ صبح، دانشجویان دانشگاه داکا، با اطلاع از ابلاغ وضعیت بخش ۱۴۴، تصمیم گرفتند تجمعی ترتیب دهند. نایب‌رئیس دانشگاه و چند تن دیگر از کارکنان نیز در میان نیروهای پلیس مسلحی بودند که پردیس دانشگاه را محاصره کرده بود. ساعت یازده و ربع، دانشجویان نزدیک ورودی دانشگاه تجمع و سعی کردند خط محاصرهٔ پلیس را بشکنند. نیروی پلیس برای اخطار به دانشجویان، اقدام به شلیک گاز اشک‌آور به سمت در ورودی کرد. بخشی از دانشجویان به سوی دانشکدهٔ پزشکی گریختند و عده‌ای دیگر جلوی در ورودی، مقابل پلیس‌ها صف کشیدند. نایب رئیس دانشگاه از پلیس تقاضا کرد شلیک نکنند و به دانشجویان دستور داد محوطه را ترک کنند. با این حال هنگام ترک محوطه، پلیس چندین دانشجو را به اتهام نقض بخش ۱۴۴ دستگیر کرد. دانشجویان خشمگین از این واقعه، به نزدیکی مجلس مقننه بنگال شرقی رفتند و خواهان‌ مقاومت نمایندگان مجلس شدند. وقتی که تعدادی از دانشجویان برای ورود به ساختمان هجوم می‌آوردند. پلیس آتش گشود و تعدادی از معترضان شامل عبدالسلام، رفیق الدین احمد، صوفی الرحمان، ابو البرکت و عبدالجبار را کشت. خبر کشته شدن دانشجویان در شهر پیچید و در نتیجه مغازه‌ها، ادارات و حمل و نقل عمومی دست به اعتصاب زدند. در مجلس، شش نماینده، ازجمله مانورانجان دهار، بوشونتوکومار داس، شمس‌الدین احمد و دیرندرانات داتا درخواست کردند که نخست‌وزیر نورالامین از مجروحین در بیمارستان عیادت کند و فردا صبح عزای عمومی اعلام شود. برخی از دیگر نمایندگان، مانند مولانا عبدالرشید ترکاباشیش، شرف‌الدین احمد، شمس‌الدین احمد خوندکار و مسیح‌الدین احمد از پیشنهاد حمایت کردند. لیکن نخست‌وزیر نورالامین با آن مخالفت کرد.

### ۲۲ فوریه
اعتراضات به دیگر شهرهای استان نیز کشیده شد و مردم اجرای بخش ۱۴۴ و اقدامات پلیس را محکوم کردند. بیش از ۳۰٬۰۰۰ نفر از مردم در سالن پردیس دانشگاه گرد آمدند. با ادامهٔ اعتراضات، واکنش پلیس منجر به مرگ چهار تن دیگر نیز شد. رخدادها موجب شد کارمندان و فروشندگان و سایر سازمان‌های مختلف همچون دانشکده‌ها، بانک‌ها و ایستگاه رادیو به اعتصاب بپیوندند و سر کار حاضر نشوند. معترضان دفتر دو روزنامهٔ حامی حکومت، جوبیله پرس و اخبار صبح، را به آتش کشیدند. پلیس هم به حاضران در مراسم تشییع جنازه، که از خیابان نواب‌پور می‌گذشتند، شلیک کرد. تیراندازی موجب کشته شدن چندین تن، از جمله صوفی الرحمان و پسر بچه‌ای ۹ ساله به نام احی‌الله شد.

### ادامهٔ ناآرامی‌ها

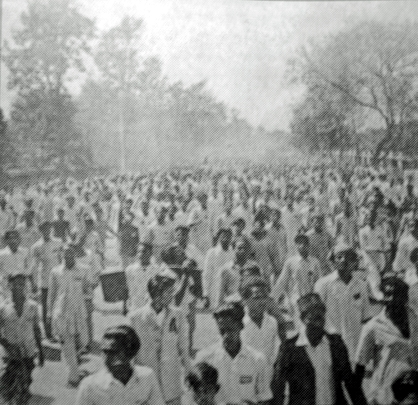
راهپیمایی ۲۲ فوریه، پس از مراسم جنازه در دانشکده پزشکی داکا

تمام ساعات شب ۲۳ فوریه، دانشجویان دانشکدهٔ پزشکی مشغول کار بر روی ساخت جایگاه شهید بودند. بنا در بامداد ۲۴ فوریه با دست‌نوشته‌ای با عبارت "Shaheed Smritistombho"، به‌ معنای «جایگاه شهيد»، تکمیل شد. ماحصل کار با حضور پدر یکی از فعالان کشته شده رونمایی شد، ولی در ۲۶ فوریه به دست پلیس تخریب گشت. در ۲۵ فوریه، کارگران صنعتی شهرستان ناراین‌گنج به اعتصاب عمومی پیوستند. یکی از معترضان در ۲۹ فوریه با ضرب و شتم مأموران پلیس روبرو شد.
حکومت اخبار و گزارش‌ها را سانسور کرد و آمار خلاف واقع تلفات تظاهرکنندگان را به رسانه‌ها تحمیل نمود. بسیاری از رسانه‌های حامی حکومت هندوها و کمونیست‌ها را عامل شورش و نارضایتی دانشجویان عنوان کردند. اقوام ابوالبرکت و رفیق‌الدین احمد سعی کردند پلیس را به قتل محکوم کنند ولی ناکام ماندند. در ۸ آوریل گزارش حکومت از رخدادها، به گونه‌ای بود که هرگونه توجیه دقیق برای شلیک پلیس به دانشجویان قابل اثبات نبود.

### واکنش‌ها در پاکستان غربی
اگرچه جنبش زبانی موجب ایجاد ناسیونالیسم قومی در میان بسیاری از مردم بنگال شرقی و سپس پاکستان شرقی شد، از سویی موجب دشمنی میان صاحب منصبان دو بال پاکستان را فراهم کرد. این جنبش در بال غربی قلمرو پاکستان، به شکل یک قیام مقطعی علیه منافع ملی پاکستانیان در نظر گرفته می‌شد. نپذیرفتن سیاست «فقط اردو» به عنوان سرپیچی از فرهنگ اسلامی-فارسی مسلمانان و ایدئولوژی بنیادین پاکستان، نظریه دو ملت دیده می‌شد. برخی سیاستمداران با نفوذ بال غربی پاکستان، اردو را به منزلهٔ دستاورد فرهنگ اسلامی هندوستان می‌دانستند، ولی به بنگالی به دید فرهنگ بنگال «هندوگراییده» می‌نگریستند. بسیاری از حامیان اردو معتقد بودند که تنها یک زبان که بومی پاکستان نباشد، می‌تواند به عنوان زبان ملی شناخته گردد. این طرز تفکر مخالفت‌هایی را در بال غربی پاکستان نیز برانگیخته بود؛ زیرا در آن ناحیه هم گونه‌های زبانی متنوعی وجود داشتند. در سال ۱۹۶۷، ایوب خان، دیکتاتور نظامی، گفت: «بنگال شرقی … همچنان تحت تأثیر و نفوذ فرهنگ هندو است.»

## پس از ۱۹۵۲

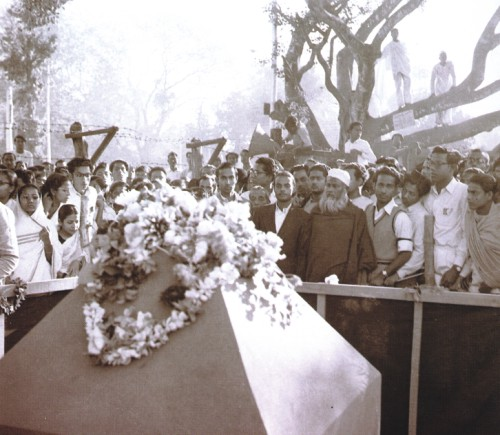
بنای شهید منار که توسط اقوام ابوالبرکت در داکا تأسیس شد

کمیتهٔ عملی زبان مرکزی همه احزاب، با حمایت عوامی لیگ بنگلادش، تصمیم گرفت مراسم یادمان شهدای ۲۱ فوریه را برگزار کند. در نخستین سالگردی که برای کشته‌شدگان برگزار شد، مردم در سراسر بنگال شرقی سیاه به تن کردند. غالب ادارات، مراکز آموزشی و بانک‌ها به این خاطر تعطیل بودند. گروه‌های دانشجویی با دانشکده و ادارهٔ پلیس موافقت کردند که مطابق قانون رفتار کنند. بیش از ۱۰۰٬۰۰۰ نفر در تجمع عمومی داکا شرکت کردند. این گردهمایی با فراخوان رهبران اجتماع و برای آزادی فوری زندانیان سیاسی من‌جمله مولانا بهشانی، ترتیب داده شده بود. از سویی، سیاستمداران پاکستان غربی مثل فضل‌الرحمان با اعلام این که هر کس خواهان رسمیت بنگالی باشد، «دشمن ملت است»، موجب خشم معترضان محلی شدند. دانشجویان و شهروندان بنگال از ممنوعیت برگزاری سالگرد معترضان سرپیچی کردند. شب ۲۱ فوریهٔ ۱۹۵۴ در محوطهٔ دانشگاه داکا تظاهرات با اهتزاز پرچم‌های سیاه آغاز شد.

### جبههٔ متحد در ۱۹۵۴
در انتخابات مجلس سال ۱۹۵۴ سیاستمداران مخالف قدرت گرفتند. حزب حاکم مسلم لیگ، اپوزسیون جبههٔ متحد را که —به رهبری ابوالقاسم فضل الحق و عوامی لیگ— خواستار خودمختاری بیشتر برای پاکستان شرقی بود، تقبیح کرد؛ فلذا چندین تن از فعالان و رهبران جبههٔ متحد دستگیر شدند. در یک جلسهٔ پارلمانی مسلم لیگ، به ریاست نخست‌وزیر، محمد علی بوگرا، بالاخره به درخواست رسمیت زبان بنگالی رسیدگی شد. این مسئله موج بزرگی از مخالفان را که دارای زبان‌های بومی مختلفی بودند، برانگیخت. حامیان اردو مانند مولوی عبدالحق هرگونه اعطای وضعیت رسمی به بنگالی را محکوم می‌کردند. او به شخصه ۱۰۰٬۰۰۰ تن از مخالفان تصمیم مسلم لیگ را گرد هم آورد. در نتیجه، طرح با شکست مواجه شد و جبههٔ متحد در مجلس مقننه پیروزی قاطعی به دست آورد؛ که این حاکی از افول بی‌سابقه و تاریخی آرای مسلم لیگ در مجلس بود.
وزارت جبههٔ متحد دستور تأسیس آکادمی بنگلا را برای ترویج، گسترش و حفظ زبان، ادبیات و میراث بنگالی صادر کرد. با این حال، قدرت‌گیری جبههٔ متحد موقتی بود، چنان‌که فرماندار کل وقت، غلام محمد، دولت را ملغا کرد و از ۳۰ مه ۱۹۵۴ حکومت را رأساً به دست گرفت. جبههٔ متحد پس از پایان کار رژیم این فرماندار، در ۶ ژوئن ۱۹۵۵، مجدداً وزارت را تشکیل داد. با این وجود عوامی لیگ در این کامیانه سهیم نشد.
با به قدرت رسیدن جبههٔ متحد، مراسم سالگرد ۲۱ فوریهٔ ۱۹۵۶ برای نخستین بار در فضایی آرام برگزار شد. دولت از پروژهٔ بزرگی برای ساخت بنای شهید منار جدید، حمایت نمود. نشست مجلس مؤسسان، جهت ابراز همدردی با خانوادهٔ دانشجویان مقتول توسط پلیس، به مدت پنج دقیقه سکوت نمود. تظاهرات گسترده‌ای توسط رهبران بنگال تدارک دیده شد و تمامی کسب و کارها و ادارات عمومی نیز بسته شدند.

### وضعیت رسمیت زبان در قانون اساسی
در ۷ مه ۱۹۵۴، مجلس مؤسسان با پشتیبانی عامی لیگ به زبان بنگالی وضعیت رسمی بخشید. زمانی که قانون اساسی پاکستان در ۲۹ فوریهٔ ۱۹۵۶ تصویب شد، بنگالی در کنار اردو، مطابق سند ۲۱۴(۱)، به عنوان زبان‌ رسمی اعلام شد.
با این وجود در حکومت نظامی ایوب خان مجدداً اردو تنها زبان ملی کشور معرفی شد. در ۶ ژانویهٔ ۱۹۵۹، دولت نظامی از تک‌زبانی منصرف شد و مجدداً مطابق قانون اساسی ۱۹۵۶، هر دو زبان را رسمی دانست.

### آسام
خارج از مرزهای بنگال شرقی، جنبش برابری زبانی بنگال‌ها در ایالت آسام هند هم طرفدارانی یافت. در ۱۹ مه ۱۹۶۱، ۱۱ بنگالی معترض که خواهان رسمیت یافتن زبان خود بودند، با شلیک گلولهٔ پلیس در ایستگاه راه‌آهن سیلچار آسام کشته شدند. سپس زبان بنگالی در سه ناحیهٔ‌‌ی آسام، که بنگال‌ها دارای شمار بیشتر جمعیت آنجا بودند، به عنوان یکی از زبان‌های رسمی شناخته شد.

### استقلال بنگلادش

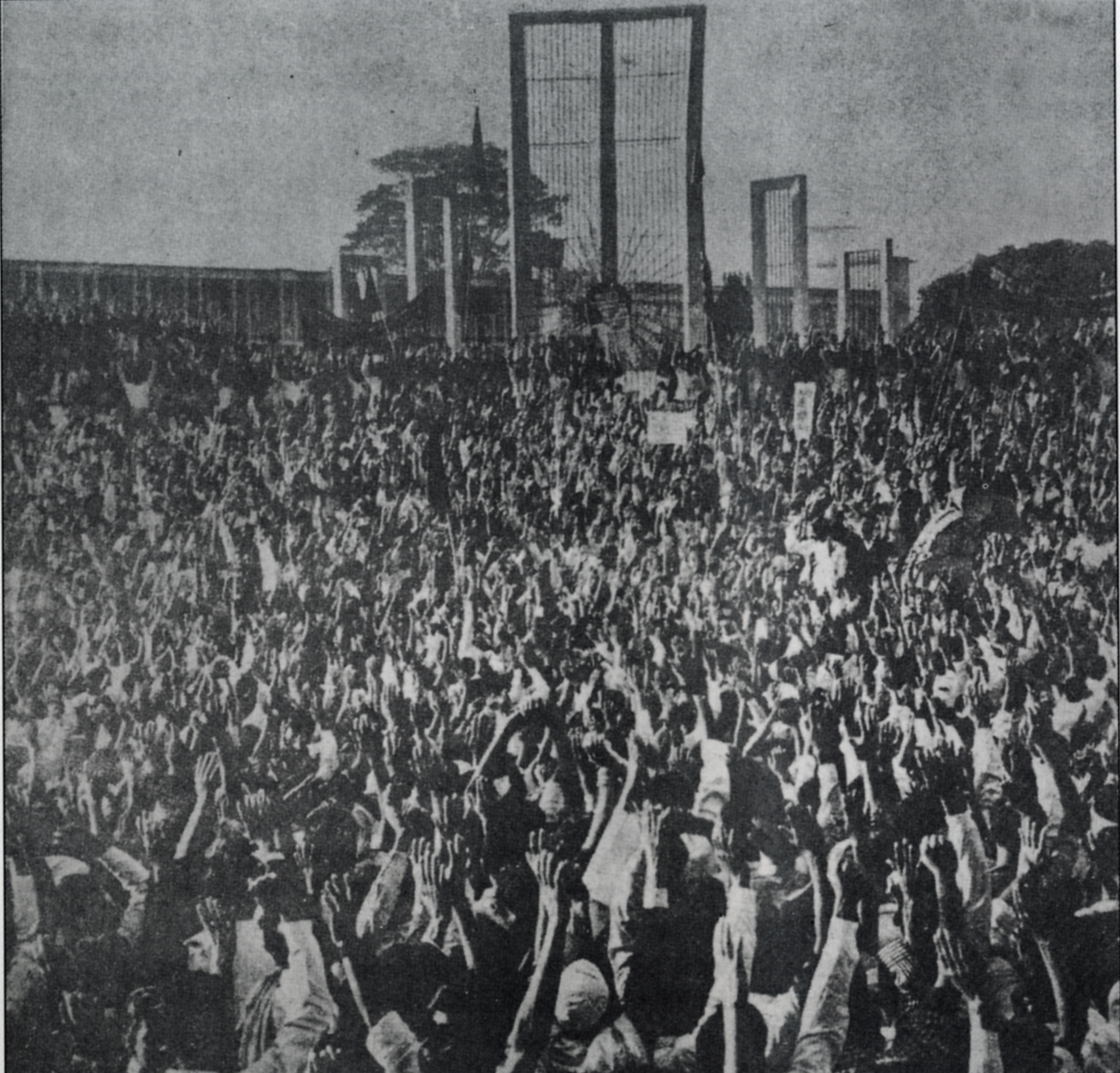
دومین شهید منار در ۱۹۶۳ ساخته شد.

گرچه خواستهٔ رسمیت یافتن زبان در ۱۹۵۶ حل شد، حکومت نظامی ایوب‌خان منافع پاکستان غربی را بر پاکستان شرقی ترجیح می‌داد. علی‌رغم این‌که مردم پاکستان شرقی داری شمار بیشتر جمعیت کشور بودند، در مسائلی همچون خدمات مدنی، نظامی، تأمین بودجه و دیگر کمک‌های دولتی، در اقلیت قرار داشتند. این مهمترین خواسته از حکومت نمایندگان در دولت تازه بود. عوامی لیگ اصلی‌ترین خواسته‌اش از حکومت را به وجود آوردن تعادل در اقتصاد ناحیه‌ها و از میان بردن اختلاف میزان رشد در مناطق عنوان می‌کرد، که در قالب جنبش ۶-پوینت، برای خودمختاری استانی بیشتر، بروز یافت. یکی دیگر از خواسته‌های جنبش مذکور تغییر نام پاکستان شرقی به «بنگلادش» (سرزمین/کشور بنگال) بود، که متعاقباً جنگ استقلال را در پی داشت.

## میراث

### بنگلادش
جنبش زبان تأثیرات شگرفی بر فرهنگ مردم بنگلادش گذاشت و روح تازه‌ای بر گسترش و ترویج زبان، ادبیات و فرهنگ بنگالی دمید. ۲۱ فوریه، به عنوان روز شهید به یک تعطیلی ملی مهم تبدیل شد. نمایشگاه ماهانه‌ای به نام نمایشگاه کتاب اکوشی  هر ساله به یاد این جنبش برگزار می‌شود. اکوشی پاداک ، یکی از بالاترین نشان‌های شهروندی بنگلادش، سالانه به یاد قربانیان جنبش اهدا می‌گردد. ترانه‌ای از عبدالغفار چودهاری به نام اکوشر گانکه توسط شهید الطاف محمود تنظیم شد، و همچنین نمایشنامه‌ها، آثار هنری و اشعار، نقش بسزایی در تحریک احساسات عمومی در طول جنبش داشتند. از همان فوریهٔ ۱۹۵۲، آثار هنری مانند شعرها، ترانه‌ها، رمان‌ها، نمایشنامه‌ها، فیلم‌ها، کارتون‌ها و نقاشی‌ها، از زاویه‌های گوناگون به این جنبش پرداختند. از معروف‌ترینِ آنها می‌توان به اشعار بُرُنمالا، عمر دوخینی برونمالا و فوریهٔ ۱۹۶۹ سرودهٔ شمس الرحمان، فیلم سینمایی برگرفته از زندگی  ساختهٔ ظاهر ریحان، نمایشنامهٔ کوبور ساختهٔ مونیر چودهاری و رمان اکوشی فوریه اثر ریحان و آرتوناد از شوکت عثمان اشاره کرد.

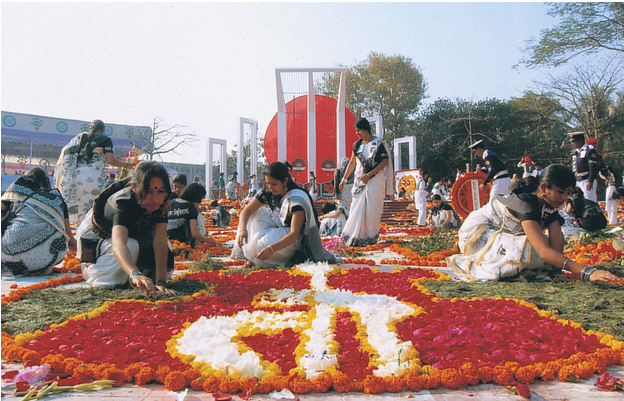
شهید منار یا یادمان شهدا، در نزدیکی دانشکده پزشکی داکا.

دو سال پس از تخریب اولین بنای یادبود، یک شهید منار (یادمان شهدا) جدید، برای یادبود دانشجویان کشته شده، در سال ۱۹۵۴ احداث شد. کار ساخت این بنای بزرگ با معماری حمیدالرحمان در سال ۱۹۵۷ با حمایت وزارت جبههٔ متحد آغاز شد. مدل حمیدالرحمان شامل مجموعه‌ای بزرگ در محوطهٔ دانشکدهٔ پزشکی داکا بود. طراحی این بنا شامل یک ستون نیم دایره بود که نمادی از مادر و فرزند شهیدش در میانهٔ تصویر جای دارد. اگرچه قانون مالیات ۱۹۵۸ کار ساخت بنا را با مشکل مواجه کرد، ساختمان مذکور در ۲۱ فوریهٔ ۱۹۶۳ توسط مادر ابوالبرکت، حسنه بیگم، تکمیل و افتتاح شد. نیروهای نظامی پاکستان در زمان جنگ آزادی‌بخش بنگلادش در سال۱۹۷۱ بار دیگر بنای یادبود را ویران کردند ولی دولت بنگلادش مجدداً در سال ۱۹۷۳ آن را بازسازی نمود. نخستین تلویزیون خصوصی بنگلادش، اکوشی تلویزیون هم به احترام این جنبش نامگذاری شده‌است.

### هند
ایالات بنگال غربی و تریپورا در هند هم ۲۱ فوریه را به تکریم قربانیان گمنام می‌گذرانند. علاوه بر این، همهٔ مردمان بنگالی در هند و این سوی مرزها، این روز را به یاد کشته‌های زبان اول گرامی می‌دارند.
در ایستگاه قطار سیلچار تصاویر و یادمانی از ۱۱ دانشجوی مقتول قرار داده شده و به آنجا ایستگاه قطار بهاشا شهید می‌گویند. 

### در جهان
بنگلادش رسماً به یونسکو پیشنهاد داد ۲۱ فوریه به عنوان روز جهانی زبان مادری ثبت گردد. در تاریخ ۱۷ نوامبر ۱۹۹۹ و در ۳۰مین اجلاس عمومی یونسکو، این پیشنهاد به اتفاق آرا مورد موافقت قرار گرفت. 

## برای مطالعهٔ بیشتر
- Anwar S. Dil (2000). Bengali language movement to Bangladesh. Ferozsons. ISBN 978-969-0-01577-8.
- Robert S. Stern (2000). Democracy and Dictatorship in South Asia: Dominant Classes and Political Outcomes in India, Pakistan, and Bangladesh. Praeger Publishers. ISBN 978-0-275-97041-3.
- Syed Manzoorul Islam (1994). Essays on Ekushey: The Language Movement 1952. Bangla Academy. ISBN 984-07-2968-3.